# 清水好子
清水 好子（しみず よしこ、1921年6月8日 - 2004年12月10日）は、日本の国文学者。専門は平安文学、主に『源氏物語』について研究した。夫は万葉学者で京都女子大学名誉教授の清水克彦。

## 経歴
大阪府大阪市生まれ。大阪府立大手前高等女学校卒、1942年奈良女子高等師範学校卒、天王寺高等女学校教諭。1944年東北帝国大学文学部国文科に入学、1946年中退して京都帝国大学文学部国文科に転じ、1949年卒業、同大学大学院に入学。1952年京都府立桂高等学校教諭、1956年退職。京都学芸大学や京都大学、同志社大学の非常勤講師を経て、1965年金蘭短期大学助教授。1967年関西大学文学部専任講師、1968年同助教授、1971年同教授。1992年定年退職、名誉教授。

## 著書
- 『源氏の女君』塙新書 1959
- 『源氏物語論』塙新書 1966
- 『雪の京都 文学紀行』淡交社 1969
- 『紫式部』岩波新書 1973
- 『源氏物語の文体と方法』東京大学出版会 1980
- 『源氏物語五十四帖』平凡社 1982
- 『王朝女流歌人抄』新潮社 1992
- 『清水好子論文集』全3巻 山本登朗、清水婦久子、田中登編集 武蔵野書院
  - 第1巻（源氏物語の作風）
  - 第2巻（源氏物語と歌）
  - 第3巻（王朝の文学）

### 共著
- 『源氏物語手鏡』森一郎、山本利達 新潮選書 1975

### 校注
- 『日本古典文学全集 平中物語』小学館 1972
- 『新潮日本古典集成 源氏物語』全8巻 石田穣二共校注 1976-85